# John Dempsey (cầu thủ bóng đá, sinh năm 1951)
John Dempsey (sinh ngày 2 tháng 4 năm 1951) là một cầu thủ bóng đá người Anh, thi đấu ở vị trí hậu vệ ở Football League cho Tranmere Rovers.